# Huntingdon megye
Huntingdon megye az Amerikai Egyesült Államokban, azon belül Pennsylvania államban található. Megyeszékhelye és legnagyobb városa Huntingdon. Lakosainak száma 44 092 fő (2020. április 1.). Huntingdon megye Centre, Mifflin, Juniata, Franklin, Fulton, Bedford és Blair megyékkel határos.

## Népesség
A megye népességének változása:
| Lakosok száma | 45 887 | 46 006 | 45 888 | 45 694 | 45 668 | 44 092 |
|               | 2010   | 2011   | 2012   | 2013   | 2015   | 2020   |